# Anni-Swan-Medaille
Die Anni-Swan-Medaille (Original: Anni Swan -mitali) ist eine finnische Literaturauszeichnung. Sie wird seit 1961 im Dreijahresrhythmus von der IBBY Finnland zu Ehren der Schriftstellerin Anni Swan an finnische Kinder- und Jugendbuchautoren verliehen und umfasst eine plastisch verformte Silbermedaille, die von Wäinö Aaltonen entworfen wurde.

## Preisträger
- 1961: Merja Otava für Priska
- 1964: Tove Jansson für Geschichten aus dem Mumintal (Det osynliga barnet)
- 1967: Esteri Vuorinen für Köydenvetäjät (1964), Martin sarviherra (1965) & Lentojuna (1966)
- 1970: Oili Tanninen für Hippu (1967), Robotti Romulus (1968) & Nunnu putoaa (1969)
- 1973: Margareta Keskitalo für Liukuhihnaballadi
- 1976: Hannu Mäkelä für Herra Huu (1973), Herra Huu saa naapurin (1974) & Herra Huu muuttaa (1975)
- 1979: Leena Krohn für Ihmisen vaatteissa
- 1982: Anna-Liisa Haakana für Ykä yksinäinen
- 1985: Kaarina Helakisa für Pikku Joonas
- 1988: Eeva Tikka für Virranhaltijan salaisuus
- 1991: Hannele Huovi für Vladimirin kirja
- 1994: Tuula Kallioniemi für Järvihirviö
- 1997: Asko Martinheimo für Isojalkainen poika
- 2000: Jukka Parkkinen für Suvi Kinos ja elämän eväät
- 2003: Sinikka Nopola und Tiina Nopola für Heinähattu, Vilttitossu ja Rubensin veljekset
- 2006: Jukka Itkonen für Koipihumppa[1]
- 2009: Marja-Leena Tiainen für Alex-trilogia[2]
- 2012: Raili Mikkanen für Suomen lasten linnakirja[3]
- 2015: Vilja-Tuulia Huotarinen für Kimmel[4]
- 2018: Anneli Kanto für Viisi villiä Virtasta
- 2021: Annika Sandelin für Silkkiapinan nauru